# 山本繁
山本 繁（やまもと しげる、1978年5月26日 - ）は、日本の起業家、社会起業家。大正大学特命教授。大学・教育機関のイノベーション推進、起業家教育・起業支援、大学等からの中途退学の予防をライフワークにしている。

## 略歴
東京都杉並区生まれ。父CMカメラマン、母ニットデザイナーの芸術一家で育つ。
1997年4月、慶應義塾大学環境情報学部入学。在学中に現株式会社Zaim代表取締役・閑歳孝子、Pocket Guitar作者・笠谷真也らと学生IT起業し、代表取締役に就任。「ビジネスは人生の一部であり、自分の人生観に根差していないビジネスは起業家自身にとって長期的に見て持続可能ではない」と考えるに至り、約1年で閉鎖した。
2002年3月、同大学卒業式の翌日に教育NPO「NEWVERY」の前身を設立し、2度目の起業。2009年に法人化。
NEWVERYでは、大学・専門学校からの中途退学の予防、平日の大学体験プログラム、教育寮、教育寮オープンラボ（隠岐島前高校魅力化プロジェクトとの共同運営）、若手漫画家支援「トキワ荘プロジェクト」等を事業化。2010年には101名の中退経験者へのインタビュー調査・分析の結果を発表した『中退白書2010 高等教育機関からの中退』が30以上のメディアに取り上げられ、日本の高等教育政策に影響を与える。加えて、コレクティブ・インパクトを実現するために民間から社会課題の可視化と啓発を行う「民間白書アプローチ」を普及させた。また、2006年に開始したトキワ荘プロジェクトの成功を通じて（2021年8月時点で120名以上がプロ漫画家デビュー）、「コンセプト型シェアハウス」を日本に広めた。
2012年7月から2013年3月まで文部科学省高等教育政策室に勤務。2012年9月から2015年3月まで中央教育審議会高大接続特別部会臨時委員をつとめるなど、多くの公職で日本の高等教育のグランドデザインを提言。並行して大手学校法人グループの顧問を6年間つとめるなど、15を超える学校法人の各種戦略・計画策定およびその実行をサポート。マザーハウス山口絵理子氏らとともに「日本の社会起業家30選」(週刊ダイヤモンド)、ダルビッシュ有選手、オイシックス・ラ・大地の高島宏平氏、鈴木英敬三重県知事らとともに「日本を立て直す100人」(週刊AERA)に選ばれるなど多方面で活躍し、日本における社会起業家・チェンジメーカーという生き方・人生の普及に15年間つとめた。
2017年3月にNEWVERYの理事長を退任。同年4月から大正大学地域構想研究所に所属。現在は同大学の特命教授として大学イノベーションに従事するほか、ミッション・ビジョンに共感する高校・大学・企業・NPO等の革新サポートをつとめながら、次世代の起業家・チェンジメーカーの卵を育成している。
「若者たちが未来に希望を持てる社会」が実現したいビジョン。

## 主な単著・編著
- 『やりたいことがないヤツは社会起業家になれ』（メディアファクトリー, 2009年,単著）
- 『人を助けて仕事を創る 社会起業家の教科書』（ティー・オーエンタテインメント, 2010年,単著）
- 『つまずかない大学選びのルール』（ディスカヴァー・トゥエンティワン, 2013年,単著）
- 『中退白書2010 高等教育機関からの中退』（NEWVERY,2010,編著）
- 『中退予防戦略』（NEWVERY,2011年,編著）